# (4369) Seifert
(4369) Seifert ist ein Hauptgürtelasteroid, der am 30. Juli 1982 von Ladislav Brožek am Kleť-Observatorium entdeckt wurde.
Der Asteroid wurde nach dem tschechischen Dichter Jaroslav Seifert benannt.